# توني باركس
توني باركس (بالإنجليزية: Tony Parkes)‏ (5 مايو 1949 بشفيلد في المملكة المتحدة - ) هو مدرب كرة قدم ولاعب كرة قدم بريطاني في مركز الوسط. لعب مع بلاكبيرن روفرز وBuxton F.C. ‏.

## وصلات خارجية
- توني باركس على موقع قاعدة بيانات كرة القدم.إي يو (الإنجليزية)
- توني باركس على موقع Soccerbase.com (مدرب) (الإنجليزية)
- توني باركس على موقع عالم كرة القدم.نت (الإنجليزية)